# كارين براون (لاعبة هوكي الحقل)
كارين براون (بالإنجليزية: Karen Brown)‏ هي لاعب هوكي الحقل بريطانية، ولدت في 9 يناير 1963 في Redhill, Surrey ‏ في المملكة المتحدة.

## وصلات خارجية
- كارين براون على موقع الاتحاد الدولي للهوكي (الإنجليزية)
- كارين براون على موقع اللجنة الأولمبية الدولية (الإنجليزية)
- كارين براون على موقع أوليمبيديا (الإنجليزية)
- كارين براون على موقع اللجنة الأولمبية البريطانية (الإنجليزية)